# Gregor Aufmesser
Gregor Aufmesser (* 1988 in Baden bei Wien) ist ein österreichischer Jazzmusiker (Kontrabass, Komposition).

## Leben und Wirken
Aufmesser lernte zunächst Querflöte, bevor er zum E-Bass und später zum Kontrabass wechselte. Seit 2006 studierte er in Salzburg Rechtswissenschaften und gehörte daneben zu verschiedenen Salzburger Rockbands, mit denen er auch in der Schweiz, Deutschland, Dänemark, Schweden und Norwegen auftrat. Seit 2012 wurde er stärker im Jazzbereich aktiv und begann sein Bachelorstudium für Bass – Popularmusik und klassischen Kontrabass an der Universität für Musik und darstellende Kunst Wien, das er 2016 mit Auszeichnung abschloss. Von 2016 bis 2020 absolvierte er dort sein Masterstudium.
Seit 2014 leitete Aufmesser sein Septett Aufmessers Schneide, das 2018 sein Debütalbum Orbs bei der Jazzwerkstatt Wien veröffentlichte; 2022 folgte mit dieser Formation das Album Stereo Friction. Außerdem gehörte er zum Trio und zum Quintett von Max Nagl (Pdorvk) und war an der Aufführung von Geri Schullers Jazzoper Hochgeschätztes Tiefparterre beteiligt. 2017 wurde seine Werk Snöbius (für 52 Musiker) vom Contemporary Urban Beats Ensemble im Radiokulturhaus uraufgeführt. Im selben Jahr gründete er mit dem Saxophonisten Leonhard Skorupa und dem Schlagzeuger Lukas Aichinger das Trio Znap, dessen Album Homo Digitalis 2018 bei Listen Closely erschien, gefolgt von Boa Boa. Weiterhin arbeitete er mit Alex Machacek, Clemens Salesny, Herbert Pirker, Franz Trattner, Lukas Kletzander, Alois Eberl, Lukas Schiemer, Valentin Duit, Lia Pale und Markus Geiselhart zusammen. Daneben trat er auch im Bereich der klassischen Musik auf, etwa mit dem Webern Symphonie Orchester oder der Webern Kammerphilharmonie.